# Acontia notabilis
Acontia notabilis är en fjärilsart som beskrevs av Walker 1857. Acontia notabilis ingår i släktet Acontia och familjen nattflyn. Inga underarter finns listade i Catalogue of Life.